# 16356 Univbalttech
A 16356 Univbalttech (ideiglenes jelöléssel 1976 GV2) a Naprendszer kisbolygóövében található aszteroida. Nyikolaj Sztyepanovics Csernih fedezte fel 1976. április 1-jén.